# Buddy Matthews
Matthew Adams (Melbourne, Victoria, 26 de septiembre de 1988) es un luchador profesional australiano, el cual trabaja en All Elite Wrestling y también en New Japan Pro-Wrestling (NJPW) bajo el nombre de Buddy Matthews. 
Dentro de sus logros destaca dos reinados como Campeón en Parejas, uno como Campeón en Parejas de NXT junto a Wesley Blake y uno como Campeón en Parejas de Raw junto con Seth Rollins. Además está el haber sido Campeón Peso Crucero de la WWE con el tercer reinado más largo de su historia.

## Carrera

### Inicios
Murphy hizo su debut el 2007 en la PCW (Professional Championship Wrestling) bajo el nombre de Matt Silva. Donde ganó su primer campeonato, el State Championship en la PCW. Luego comenzaría a ganar títulos en la MCW (Melbourne City Wrestling) y BPW (Ballarat Pro Wrestling).

### WWE

#### NXT (2013-2018)
El 17 de marzo Silva firmó un contrato con la WWE. Ingresando al territorio de desarrollo; NXT, bajo el nombre de Buddy Murphy. Hizo su debut en un evento en vivo de la NXT el 23 de noviembre de 2013, haciendo equipo con Sawyer Fulton y Troy McClain en contra de Angelo Dawkins, Colin Cassady y Wesley Blake. Murphy hizo su debut televisado por la NXT el 15 de mayo de 2014, haciendo equipo con Elias Samson, perdiendo con The Ascension.
El 14 de agosto, Murphy formó un equipo con Wesley Blake. Ese mismo día en NXT, fueron derrotados en la primera ronda en un torneo en busca de los contendientes número #1 a los campeonatos en parejas, por manos de Kalisto y Sin Cara, conocidos luego como The Lucha Dragons. Por el resto de 2014, Blake y Murphy perdieron múltiples luchas contra Lucha Dragons y the Vaudevillains (Simon Gotch y Aiden English). Blake y Murphy fueron una vez denominados como "Team Thick" ("Equipo Grueso" en español) en el mes de octubre, pero ese título se fue en picado en las siguientes semanas con nuevas derrotas. También en octubre de 2014, Blake y Murphy perdieron en una Battle Royal en busca de los contendientes número #1 a los campeonatos en parejas, siendo eliminados por The Ascension.
El 15 de enero de 2015, Blake y Murphy derrotaron a los campeones The Lucha Dragons para ganar los Campeonatos en parejas de la NXT. Después tuvieron defensas contra Enzo Amore y Colin Cassady, y en esta última en NXT Takeover: Unstoppable, retuvieron los títulos con ayuda de Alexa Bliss, y después ella se les unió como su mánager y llamándose ahora BAMF. Unos meses después cambió su nombre de Buddy Murphy sólo a Murphy.
Regresó luchando en la primera edición de NXT 2017 en una lucha de equipos junto a Tye Dillinger donde derrotaron a Bobby Roode y Elias Samson.

#### 2018-2019
El 13 de febrero de 2018 en el episodio de WWE 205 Live, se anunció que Murphy sería ascendido al roster principal, Buddy competiría la semana siguiente como parte del torneo para determinar al nuevo Campeón Crucero de WWE en WrestleMania 34, donde se anunció que enfrentará a Ariya Daivari en la primera ronda del torneo. Regresó como face el 20 de febrero en dicho show logrando derrotar a Daivari. Posteriormente Murphy cambiaría a heel tras atacar a Cedric Alexander, esto lo llevaría a una extensa rivalidad donde se aliaría con Tony Nese en contra de Alexander, Kalisto, Gran Metalik y Lince Dorado enfrentándose a estos en diversas ocasiones, ganando la mayoría de encuentros. El 6 de octubre en WWE Super Show-Down, Murphy obtendría por primera vez el Campeonato Crucero de la WWE al derrotar a Cedric Alexander en su país natal. En Survivor Series, Murphy derrotó a Mustafa Ali reteniendo su Campeonato Peso Crucero. Luego en TLC, Murphy una vez más consiguió defender exitosamente el cinturón en un combate de revancha contra Cedric Alexander.
En Royal Rumble, Murphy retuvo su campeonato, durante el Kick-Off, en un Fatal-4-Way match contra Akira Tozawa, Hideo Itami y Kalisto. En Elimination Chamber, derrotó a Akira Tozawa reteniendo su título, durante el Kick-Off.  En el Kick-Off de WrestleMania 35, perdió su título ante Tony Nese, terminando su reinado con 184 días. El 9 de abril en 205 Live, Murphy fue nuevamente derrotado por Nese en una revancha por el Campeonato de Peso Crucero de la WWE.
En la edición del 16 de abril de SmackDown, se anunció que Murphy sería reclutado en la marca SmackDown Live, como parte del Superstar Shake-up. En WWE Super Show-Down, participó en el 51 Man Battle Royal, pero no logró ganar. En agosto, Murphy se vio muy involucrado en la historia del misterioso atacante de Roman Reigns, ya que estuvo presente durante la escena del ataque. El 6 de agosto en SmackDown, después de ser confrontado por Reigns, tras bastidores, Murphy revelaría que Rowan era el supuesto agresor. En SummerSlam, tuvo su primera lucha individual en el elenco principal, ganando por descalificación contra Apollo Crews, luego de que Rowan, a quien Murphy acusó de atacar a Roman Reigns, lo atacó. Dos días después en SmackDown Live, Murphy hizo su debut en la televisión, siendo derrotado por Roman Reigns. La semana siguiente, Murphy derrotó a Daniel Bryan.
En el Kick-Off de WWE Crown Jewel, participó en la 20-Man Battle Royal Match por una oportunidad al Campeonato de los Estados Unidos de AJ Styles, sin embargo fue eliminado por Erick Rowan. Murphy tuvo un feudo con Aleister Black tras haberle tocado la puerta ellos dos se enfrentaron en WWE T.L.C donde salió de derrotado, al siguiente día en Raw se enfrentaron nuevamente, sin embargo perdió, luego de dos semanas se volvieron a enfrentar donde salió nuevamente derrotado.

#### 2020-2021
En el RAW del 13 de enero de 2020 nuevamente volvió a perder contra Black acabando su feudo, en ese mismo Raw se quedó hasta el combate de Seth Rollins & AOP contra Kevin Owens, Samoa Joe & Big Show, donde se unió a Seth Rollins & AOP tras ayudarles a ganar la primera Fist Fight en contra de Samoa Joe, Kevin Owens & The Big Show. Y en el Raw del 30 de enero junto a Seth Rollins retaron a los Campeones en Pareja de Raw The Viking Raiders(Erik e Ivar) a un combate titular, donde se Rollins y él se llevaron la victoria y ganando los Campeonatos en Parejas de Raw, siendo el primer título de Murphy en el Roster Principal, durante el Men's Royal Rumble Match de Royal Rumble acompañó junto a AOP a Seth Rollins quien entraba de #30, ayudandoló a eliminar a Aleister Black & Samoa Joe, sin embargo junto a AOP fueron sacados por Kevin  Owens, Samoa Joe & Aleister Black, dejando a Rollins solo en el proceso. Al siguiente día en Raw, junto a Seth Rollins defendieron los Campeonatos en Pareja de Raw contra Kevin Owens & Samoa Joe, para la siguiente semana en el Raw del 3 de febrero enfrentarse junto a AOP(Akam & Rezar) a Kevin Owens & The Viking Raiders(Erik e Ivar), saliendo victoriosos Murphy & AOP. Luego en el Raw del 17 de febrero junto a AOP(Akam & Rezar) fueron derrotados por Kevin Owens & The Viking Raiders(Ivar & Erik) por descalificación sin embargo después del combate atacaron a Owens pero sería salvado por The Street Profits(Angelo Dawkins & Montez Ford), provocando que en Super Show-Down junto a Seth Rollins se enfrentaran a The Street Profits(Angelo Dawkins & Montez Ford) por los Campeonatos en Parejas de Raw, y en el Raw del 24 de febrero fue derrotado por Angelo Dawkins(con Montez Ford) por descalificación debido a que Seth Rollins atacó a Dawkins, después del combate acampaño a Rollins para enfrentarse a Montez Ford(con Angelo Dawkins), durante el combate junto a AOP fue atacado por Kevin Owens & The Viking Raiders. En Super Show-Down, junto a Seth Rollins derrotaron a The Street Profits(Montez Ford & Angelo Dawkins) y retuvieron los Campeonatos en Parejas de Raw. En el Raw posterior junto a Seth Rollins se enfrentaron nuevamente a The Street Profits(Angelo Dawkins & Montez Ford) por los Campeonatos en Parejas de Raw, sin embargo perdieron los títulos debido a que durante el combate, Kevin Owens atacó a Rollins. En Elimination Chamber, junto a Seth Rollins tuvieron la revancha por los Campeonatos en Parejas de Raw, sin embargo perdieron, ta que durante el combate Kevin Owens distrajo a Rollins. En el Main Event transmitido el 19 de marzo, fue derrotado por Angelo Dawkins.
En el SmackDown! WrestleMania Edition, participó en el André the Giant Memorial Battle Royal, formando parte de los varios luchadores que eliminaron a Cedric Alexander, sin embargo fue eliminado por King Corbin.
El 2 de junio de 2021, se informó que fue liberado de su contrato con la WWE.

### Circuito independiente (2021-presente)
El 11 de septiembre de 2021, regresó al circuito independiente durante PPW VII, venciendo a Facade y JT Dunn.

### New Japan Pro-Wrestling (2021)
El 16 de octubre, se emitió un video durante NJPW Strong anunciando que Matthews hará su debut en New Japan Pro-Wrestling en el evento Battle in the Valley en San José el 13 de noviembre.

### Major League Wrestling (2022)
El 21 de enero de 2022, Matthews luchó para Major League Wrestling (MLW) en su evento Blood & Thunder, perdiendo ante TJP.

### All Elite Wrestling (2022-presente)
El 23 de febrero de 2022 debutó en AEW en Dynamite, donde encaró a Malakai Black después de haber perdido ante Penta Oscuro y PAC.

## Videojuegos
Adams aparece por primera vez en WWE 2K16 como DLC y en WWE SuperCard como parte de la segunda y cuarta temporada, en 2016 se confirmó su entrada al WWE 2K17 y en 2019 hizo su sorpresivo regreso a los videojuegos de la WWE en el videojuego WWE 2K20.

## Vida personal
Adams estuvo comprometido con la también luchadora Alexis Kaufman (Alexa Bliss), sin embargo, a inicios de mayo de 2019 varios portales web de noticias confirmaron el fin de dicha relación.
Actualmente está en una relación con la también australiana Demi Bennett (Rhea Ripley).

## En Lucha
- Movimientos finales
  - Como Buddy Murphy/Murphy
    - Murphy's Law (Half Nelson pumphandle swinging horizontal muscle buster) 2018 - presente
    - Running brainbuster

  - Como Matt Silva
    - Lights Out (Electric chair finalizando con un German suplex)[7]
    - Silva Breaker (Running brainbuster)[7]

- Movimientos en firma
  - Como Matt Silva
    - Silva Shock (Pumphandle neckbreaker)[8]
    - Silva Star Press (Standing or a running shooting star press)[8]
    - Silva Bullet (Missile dropkick)[8]

  - Como Buddy Murphy/Murphy
    - Belly-to-back suplex
    - Calf kick
    - Diving double knee drop a la cabeza del oponente de pie
    - Double short arm knee strike a un oponente arrodillado
    - Dropkick
    - Pumphandle neckbreaker
    - Running swinging neckbreaker
    - German suplex
    - Scoop powerslam
    - Slingshot somersault senton
    - Superkick
    - Suicide somersault plancha

  - Con Wesley Blake
    - Doble movimiento final en equipo
      - Running brainbuster (Murphy) seguido por un frog splash (Blake)[9][10][11]
- Mánagers
  - Alexa Bliss[12]
  - Seth Rollins
- Apodos
  - "The Best Kept Secret"
  - "NXT's Best Kept Secret"
  - "The Juggernaut" (como Matt Silva)[13]
- Temas de entrada
  - "Robot Rock" por Daft Punk[8] (circuito Independiente)
  - "Action Packed" por Kosinus (NXT; 1 de diciembre de 2014 – 20 de mayo de 2015; usado como miembro de Blake & Murphy con Blake)[cita requerida]
  - "A Bass Renaissance" por Dave Hewson & Josh Powell (Usado en los múltiples eventos en vivo de NXT).
  - "Stay Now" por All Good Things (Shows en vivo, 24 de febrero de 2017 – 20 de febrero de 2018).
  - "Opposite Ends of the World" por CFO$ (NXT / WWE) [2015 – 2017; 2018 - 2019; También Usado como miembro de Blake & Murphy]
  - "Strike You Down" por def rebel (WWE) [2019 - 2020]
  - "Disciple" por def rebel[14] (WWE) [2020 - presente]

## Campeonatos y logros
- All Elite Wrestling

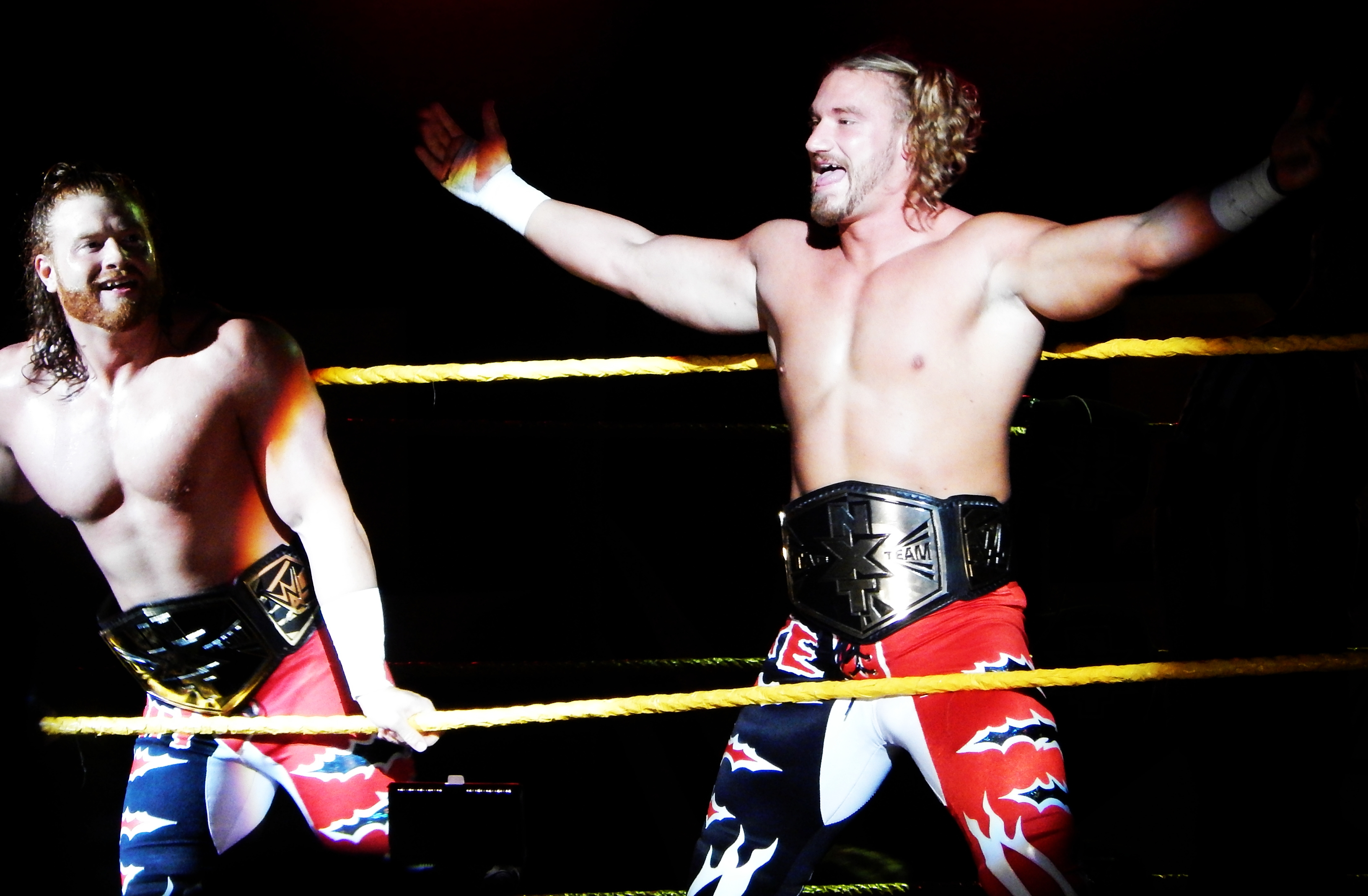
Buddy Murphy como Campeón en parejas de NXT junto a Blake.

  - AEW World Trios Championship (1 vez) – con Malakai Black y Brody King

- Ballarat Professional Wrestling
  - BPW Heavyweight Championship (1 vez)

- Melbourne City Wrestling
  - MCW Heavyweight Championship (1 vez)

- Professional Championship Wrestling
  - PCW State Championship (1 vez)

- World Wrestling Entertainment/WWE
  - WWE Cruiserweight Championship (1 vez)
  - NXT Tag Team Championship (1 vez) - con Wesley Blake
  - Raw Tag Team Championship (1 vez) - con Seth Rollins

- Pro Wrestling Illustrated
  - Situado en el n.º116 en los PWI 500 de 2015[15]
  - Situado en el n.º227 en los PWI 500 de 2016[16]